# Zahid Sheikh
Zahid Sheikh (14 de diciembre de 1949 – 29 de enero de 2010) fue un jugador de hockey hierba pakistaní. Ganó la medalla de plata en los Múnich 1972. Jugó con la selección en 34 ocasiones y marcó ocho goles. Era el tío de los también jugadores de hockey hierba Shahnaz Sheikh y Tariq Sheikh.